# Radula oyamensis
Radula oyamensis là một loài rêu trong họ Radulaceae. Loài này được Stephani mô tả khoa học đầu tiên năm 1884.